# For Your God
For Your God - jest to pierwsze demo zespołu XIV Dark Centuries. Demo wydane zostało na CD.

## Lista utworów
1. "For Your God - 06:12
2. "Urian`s Place - 04:25
3. "My Magic Eyes - 04:25
4. "Our Mighty Fortress (Castrum Haltinberc) -  04:49
5. "Lost Dreams - 04:08
6. "My Magic Eyes (experimental version) - 05:09